# Haratický tunel
Haratický tunel, nebo také Plavský tunel, je železniční tunel na katastrálním území obce Držkov na úseku regionální železniční trati 035 Železný Brod – Tanvald mezi zastávkami Návarov a Plavy v km 11,223–11,414.

## Historie
Koncese byla udělena 31. března 1872 pro společnost Jihoseveroněmecká spojovací dráha k prodloužení jihoseveroněmecké železnice spojovací z Liberce na Friedland až ke hranicím zemským u Seidenberka, též ke křídelní železnici ze Železného Brodu do Tanwaldu. Po dalším upřesnění vytyčení trati byla vydána nová stavební koncese; byla udělena dne 28. června 1873 a výstavba, kterou zajišťovaly firmy Daniel Lapp, Emil Trummbi, František Mlejnecký a Franciesco Nicoletti, byla zahájena ještě týž měsíc.
Pravidelný provoz byl zahájen 1. července 1875. Dráhu vlastnila a provozovala společnost Jihoseveroněmecká spojovací dráha od zahájení dopravy až do svého zestátnění 1. ledna 1908. Na trati byly italskou firmou stavitele Franciesca Nicolettiho postaveny dva tunely: Návarovský a Haratický (Plavský). Jejich opravy proběhly v sedmdesátých letech 20. století a dále v rámci rekonstrukce trati v roce 2019.

## Popis
Jednokolejný tunel byl postaven pro železniční trať Železný Brod – Tanvald mezi zastávkami Návarov a Plavy. Leží v nadmořské výšce 390 m a měří 191,70 m.